# Ege-labyrintsvamp
Ege-labyrintsvamp (Daedalea quercina) er en svamp, der forekommer hist og her i Danmark på levende og dødt ved af egetræer; foretrækker dødt ved. Frugtlegemet er en flerårig, bredt tilvokset, skiveagtig svamp med karakteristiske cremefarvede, labyrintagtige porer på undersiden. Oversiden er tør, med koncetriske zoner i tekstur/farver varierende fra filtet, lys sandfarvet mod kanten over furet, lysebrun/gråbrun til mørk okkerbrun, nubret/knudret mod centrum. Frugtlegemerne kan blive over 30 cm brede, rage op til 10 cm ud fra værtstræet og være op til 10 cm tykke.
Kødet er sejt, uspiseligt, gulbrunt. Lugt ubetydelig, evt. svagt sødlig.

## Udbredelse
Lever på stammer eller stubbe af eg, foretrækker dog dødt træ. Meget sjældent på bøg. Kendt fra næsten alle europæiske lande, Nordafrika og det vestlige Asien